# Rinus Duin
Marinus Anthonie (Rinus) Duin (Moreni, Roemenië, 10 december 1918 - Abcoude, 24 juli 1996) was een Nederlands aquarellist, schilder, en tekenaar.

## Leven en werken
Duin werd geboren in Roemenië en verhuisde later naar Nederland. Hij studeerde schilderkunst bij Arnout Colnot en aan de Nieuwe Kunstschool, die van 1934 tot 1941 gevestigd was aan de Kerkstraat in Amsterdam. Ook studeerde hij in Frankrijk onder Jechezkiel Kirschenbaum (1900-1954). In 1955 verhuisde Duin met zijn vrouw Nel vanuit Amsterdam naar een woning aan de Beaufortlaan te Abcoude. In 1963 verhuisde hij met zijn kinderen naar de Raadhuislaan, waar hij ook een eigen atelier liet bouwen.
Duin vervaardigde vele portretten in opdracht van particulieren en gaf ook les in zijn atelier. Veel jonge mensen heeft hij begeleid bij de toelating tot de kunstacademie. Een aantal van deze leerlingen exposeert nog regelmatig en is ook regelmatig te bezoeken op de Kunstroute Abcoude. Jan Schalkwijk, Annemiek Harkema, Jan van Kempen en Helene van Dongen kregen les van Duin.
Hij heeft ook een aantal kunstwerken in opdracht van de gemeente gemaakt, zoals in 1965 Vogel met Zon. Dit tweedelige houten wandreliëf was aanvankelijk te zien aan de basisschool Nellestein en hing daarna op een prominente plaats aan het Gemeentehuis aan het Raadhuisplein in Abcoude. Het beeld hangt sinds 2011 aan de zijgevel van de Piet Mondriaanschool.
Duin was in 1967 samen met Jan Slofstra en de historicus Dedalo Carasso (1940-1995)  oprichter van Leefbaarheid Comité Abcoude- Baambrugge. Met succes hebben zij gestreden voor het behoud van het oude dorpsgezicht. Jarenlang was hij wedstrijdleider voor de Schaakvereniging Abcoude en werd door de leden van de vereniging tot erelid benoemd.
In 2009 organiseerden zijn kinderen in Abcoude een tentoonstelling ter gelegenheid van zijn 90e geboortedag. Daarbij werd het boek Rinus Duin 1918-1996 gepresenteerd met een overzicht van zijn schilderijen, tekeningen en kunstwerken.

## Exposities (selectie)
- 1945: Kunst in vrijheid, Stedelijk Museum Amsterdam
- 1946: 10 Jonge Schilders, Stedelijk Museum Amsterdam
- 1951: Tentoonstelling van schilderijen en tekeningen van Dan Bekking, Henk Broer, Rinus Duin, J. Diederen, Ger Langeweg, G. Lataster en Joop Willems; Amsterdamse Kunstenaars Combinatie, Amsterdam 9 maart - 4 april 1951
- 1962-1968: Vele tentoonstellingen in Denemarken
- 1979: Salontentoonstelling Arti et Amicitiae, Amsterdam
- 1980: Overzichtstentoonstelling aangeboden door de gemeente Abcoude in de Dorpskerk
- 1994: Zijn laatste tentoonstelling met een overzicht van zijn werken